# Browning (Missouri)
Pour les articles homonymes, voir Browning.
Browning est une ville des comtés de Linn et de Sullivan, dans le Missouri, aux États-Unis,. Située en limite des deux comtés, elle est fondée en 1872, baptisée en l'honneur de la famille J. A. Browning, et incorporée en 1891.

## Démographie
Lors du recensement de 2010, la ville comptait une population de 265 habitants. Elle est estimée, en 2016, à 251 habitants.

### Source de la traduction
- (en) Cet article est partiellement ou en totalité issu de l’article de Wikipédia en anglais intitulé « Browning, Missouri » (voir la liste des auteurs).